# مكشاف عجلي

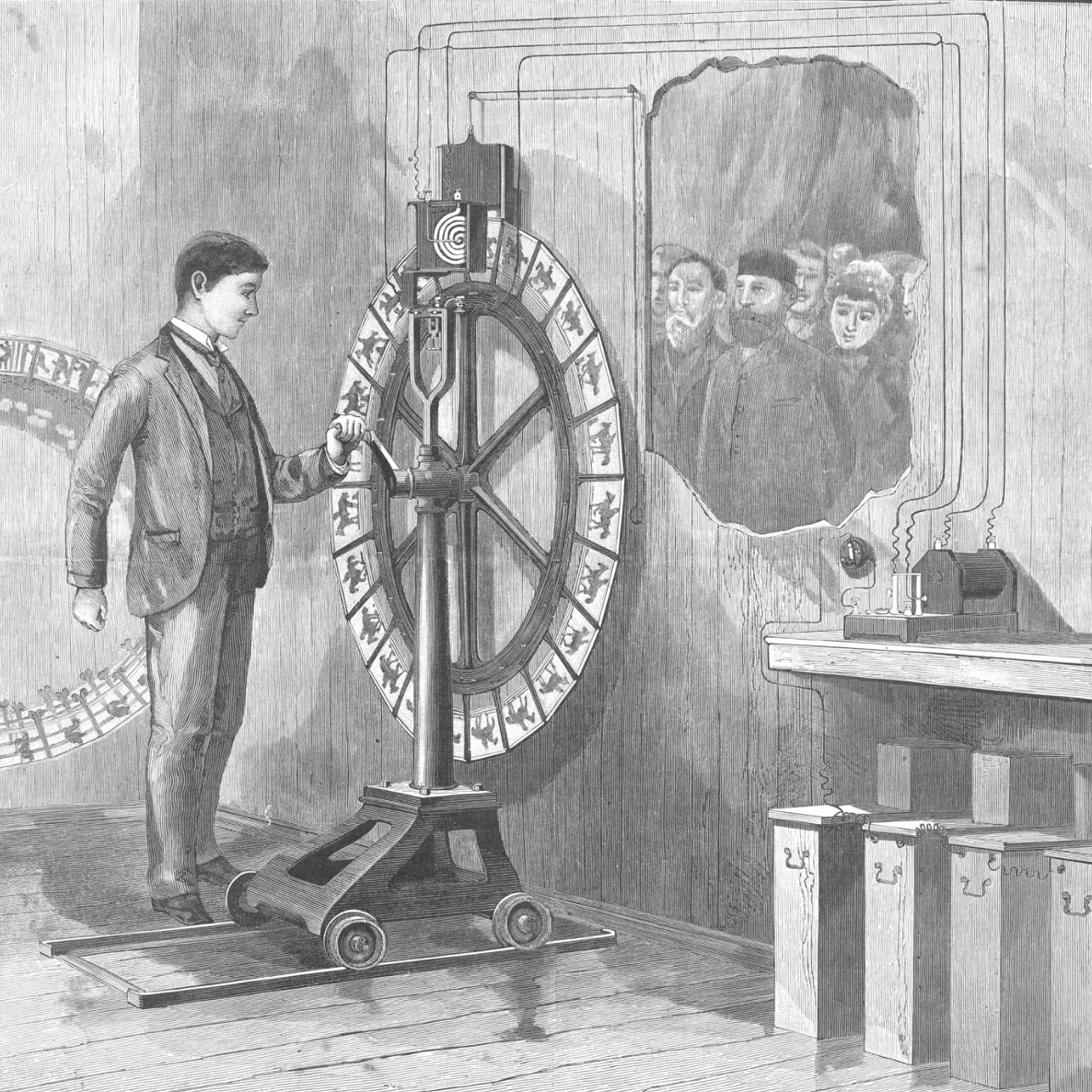
آلة المكشاف العجلي.

المكشاف العجلي أو الإلكتروتاكيسكوب (بالإنجليزية: Electrotachyscope) هي آلة ألمانية ابتكرها أوتومار أنشستس عام 1887م، وهي تعرض وهم حركي مع صور ضوئية شفافة تسلسلية، مرتبة على عجلة الحظ أو قرص زجاجي شبيه بالماندالا، وكان لها أثر كبير في تطوير ما يعرف اليوم بالسينما.
استخدم أنبوب غايسلر لإضاءة الصور الشفافة لمنع عرض الفلم بشكل ضعيف لشخص واحد أو مجموعة صغيرة من الناس خلال نافذة صغيرة.
شُرحت الآلة بشكل عمومي عام 1893م في المعرض العالمي الكولومبي.